# Коломацький переворот
Коломацький переворот  — державний переворот 1687 року в Гетьманщині, унаслідок якого лівобережного гетьмана Івана Самойловича було позбавлено влади й новим гетьманом обрано Івана Мазепу.
23 липня 1687 р. Самойлович був позбавлений гетьманства і заарештований разом із сином Яковом і деякими своїми прибічниками. Кількома днями пізніше був заарештований у таборі на р. Сурі його другий син Григорій Самойлович. Керування справами українського уряду було доручене генеральному обозному Борковському.
У результаті антигетьманської змови генеральної старшини, інспірованої фаворитом тодішньої московської правительки Софії князем Василієм Голіциним; гетьмана Івана Самойловича було позбавлено влади, заслано до Сибіру. Невдовзі сам фаворит потрапив в опалу, попрямував слідами Самойловича, втратила владу Софія. Здавалося, за такого розкладу сил гетьманувати Мазепі залишилися лічені дні; у таких непевних умовах зумів втримати владу, істотно зміцнив власні позиції.
В старшини, що скинула Самойловича, були й інші, досить впливові кандидати — генеральний обозний В. Борковський та полтавський полковник Прокіп Левенець. Перемогла кандидатура Мазепи, оскільки на той час вона була прийнятна окрім старшини, і для царського уряду, адже Мазепа мав впливові зв'язки в московських урядових колах.
Після обрання на гетьманство Мазепа підписує з московською владою невигідні для Гетьманщини Коломацькі статті.

## Передумови перевороту
Іван Самойлович був дуже невдоволений Вічним миром 1686 р., який закріпляв Андрусівський поділ України на Лівобережну і Правобережну частини. Ще під час переговорів про «вічний мир» Самойлович перестерігав московський уряд щодо «лукавой хитрости» Речі Посполитої.
Участь Московського царства і України в антиосманській коаліції зв'язувала Московію з Річчю Посполитою і тим самим не могла бути популярна в близьких до Самойловича старшинських колах, не кажучи вже про економічні і політичні інтереси, які пов'язували старшину південної Гетьманщини і Запорожжя з Кримом. В цих колах виникає опозиція антиосманській політиці Московського царства. На чолі цієї опозиції стає син гетьмана Григорій Самойлович, зять гетьмана Брюховецького. Є підстави думати, що цій опозиції співчував і старий гетьман Самойлович.
У квітні 1687 р. розпочався військовий похід проти Кримського ханства. Московське військо на чолі Василієм Голіциним вирушило з Охтирки, Сум і Хотмижська. Загальна кількість війська була близько 100 тисяч. 2 червня на березі р. Самари до нього приєдналося українське військо, числом близько 50 тисяч, на чолі з гетьманом Іваном Самойловичем.
Однак московсько-українське військо дійшло тільки до р. Карачокраку (20 верст від Січі). Тут 17 червня, після військової ради, Голіцин наказав відступати. Головні сили рушили назад до Самари.
В умовах тяжкого степового походу проти Криму особливе значення мала позиція гетьмана Самойловича.

## Усунення Самойловича

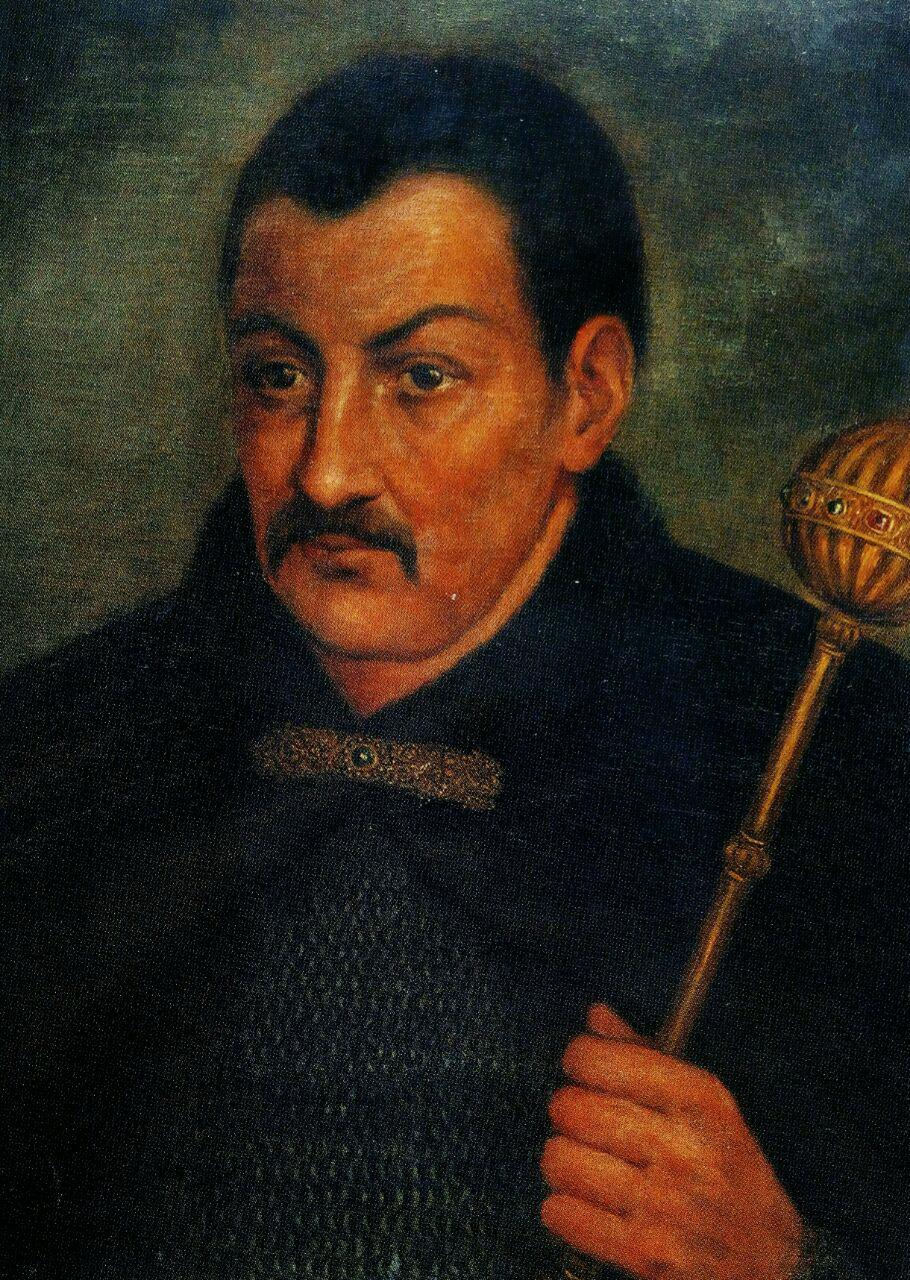
Іван Самойлович

Доля гетьмана Самойловича була вирішена вже самим фактом відступу Голіцина, який, крім того, мусів скинути на когось відповідальність за невдачу походу. В цих умовах і був зорганізований Голіциним виступ старшини проти Самойловича.
7 липня, коли військо стояло на р. Кильчені, старшина подала донос на гетьмана, обвинувачуючи його в самоуправстві, урядових зловживаннях, та у таємних зносинах з кримським ханом і у військовій зраді. Старшина просила усунути Самойловича від гетьманства. Голіцин негайно повідомив про це Москву.
Старшинський блок 1687 р., який виступив проти гетьмана Самойловича, складався з численної і впливової групи старих політичних противників Самойловича — колишніх правобережних «дорошенківців» (генеральний суддя Михайло Вуяхевич, Яків Лизогуб, Григорій Гамалія, Василь Кочубей, реєнт Генеральної військової канцелярії) на чолі з генеральним осаулом Іваном Мазепою та із старих особистих ворогів Самойловича — колишніх старшин Родіона Дмитрашка-Райчі, Степана Забіли, Константина Солонини, до яких приєдналися й видатні представники генеральної старшини — генеральний обозний Василь Борковський та генеральний писар Сава Прокопович.
Старшина обвинувачувала Самойловича в тому, що він самовладно править Україною і в своїх особистих та родинних інтересах порушує права й інтереси старшинської верхівки. Також Самойлович виявляв своє змагання до надання українській центральній владі рис спадкової монархії. Головною ударною силою перевороту були найманці.
22 липня, коли військо дійшло до р. Коломаку, надійшла відповідь з Москви із дозволом усунути Самойловича від гетьманства. Голіцину наказано було Самойловича «послать в Великороссійскіе городы за крѣпкою сторожею».
23 липня Самойлович був позбавлений гетьманства і заарештований разом із сином Яковом і деякими своїми прибічниками. Кількома днями пізніше був заарештований у таборі на р. Сурі і Григорій Самойлович. Керування справами українського уряду було доручене генеральному обозному Борковському.

## Військова рада
Спочатку передбачалося послати гінців по духовенство і старшину найближчих полків, щоб вони були присутні на раді. Але розрухи в козацькому таборі примусили і старшину, і Голіцина поспішити з обранням нового гетьмана. 24 липня старшина зібралася в Голіцина і обміркувала запропонований ним проект нових «статей».
25 липня на Коломаку скликано військову раду. Однак усе вже було вирішене заздалегідь. Старшина, позбувшись Самойловича, опинилася між двох огнів: з одного боку, загрожували подальші заколоти у війську; з другого боку, диктував свою волю Голіцин. Звичайно, вирішальне значення мала позиція представника царського уряду.
Рада відбулася на великій низині біля козацького табору. Вжито було всіх заходів, щоб здійснити намічений напередодні план виборів — місце голосування було оточене тісним колом («у шість чоловіка») московського війська. Навколо козаків розставлено було стрільців і рейтарів. На Раді присутні були тільки 800 кінних і 1200 піших козаків, тобто зовсім незначна частина козацького війська..
Рада мала лише формальне значення. Хоч головним кандидатом на гетьмана був Іван Мазепа, але в старшини, що скинула Самойловича, були й інші, досить впливові кандидати, як, наприклад, генеральний обозний В. Борковський або колишній полтавський полковник Прокіп Левенець.
Старі прибічники Петра Дорошенка, які відіграли активну роль в поваленні Самойловича — М. Вуяхевич, Г. Гамалія, В. Кочубей, — висунули Мазепу, як людину, яка своєю попередньою політичною діяльністю була відома як противник антиосманській коаліції, отже, могла б продовжувати в цьому питанні політику Самойловича. Царський уряд, зі свого боку, давно й добре знав Мазепу, який мав впливові зв'язки в московських урядових колах. Отже, на кандидатурі Мазепи зійшлися обидві сторони.
Кандидатура Мазепи перемогла, і саме тому, що в той час вона була прийнятна і для старшини, і для царського уряду. Старшина, скидаючи Самойловича за його самовладність, нічого не мала проти його зовнішньої політики.
Старшина, що стояла в перших рядах, вигукнула ім'я Мазепи, а коли дехто спробував називати інші ім'я, їх «вмить угамували». Іван Мазепа був обраний на гетьмана України. Того ж вечора старшина позбавила прибічників колишнього гетьмана генеральних і полковницьких урядів і розподілила їх між собою. Наклепницький характер реляцій на Самойловича згодом визнавав сам Мазепа:

## Реакція козацтва
Негайно після арешту гетьмана Самойловича почалися великі розрухи у війську, як у головному (гетьманському) таборі, так і в загоні Григорія Самойловича. Хоч козацькі полки в гетьманському таборі були оточені великим московським військом, тут 23 липня вибухнули заколоти.
Козаки Гадяцького полку вбили полкового осавула Кияшка і деяких інших старшин. Ще гостріших форм набрали події у війську Григорія Самойловича та Неплюєва, що стояло біля Запорожжя. Коли 30 липня до Неплюєва з'явилися посланці Голіцина й козацької старшини і повідомили про скинення гетьмана Самойловича, становище у війську було вже дуже напружене.
Григорій Самойлович, повідомлений кимсь про події на Коломаку, посварився з Неплюєвим і вирушив з козацькими полками до Кодака. Прихильна до Самойловича старшина на чолі з полковником Прилуцьким Лазарем Горленком радила Григорію Самойловичу шукати допомоги в Криму. Але в цей час почалися заколоти у війську.
31 липня старшина на чолі з миргородським полковником Данилом Апостолом сповістила Неплюєва про те, що «в полках у них козаки имѣют рознь и начинается недоброе», і закликала Неплюєва на допомогу. Це був початок «великих бунтов». У Прилуцькому полку козаки вбили полковника Лазара Горленка й полкового суддю, «бив, вкинули в горящую печь и засыпали землею живых».
В інших полках козаки «побили многих знатных людей». Багато старшини повтікало з війська. «Во всѣх полках, — повідомляли Неплюєва, — у побитых и у бѣглых (старшин) пожитки и лошадей разграбили и сердюков и компанейцев хотят побить же». Прилуцькі козаки навіть зруйнували свою похідну церкву. Сердюки й компанійці, а з ними Григорій Самойлович і старшина опинилися в облозі заколотників. Тоді старшина видала Неплюєву Григорія Самойловича. Заколот був придушений московським військом з допомогою сердюків та компанійців, а також «из поспольства лучших людей».

## Подальша доля Самойловича
Восени 1687 р. Іван Самойлович з сином Яковом були перевезені «за крѣпкими караулы» до Орла, а потім до Нижнього Новгорода. У 1688 р. вони були заслані до слободи Кукарки (біля Вятки), а далі «в Сибирскіе городы». Іван Самойлович помер у Сибіру у 1690 р.
Григорій Самойлович, обвинувачений у зносинах з Кримом, був страчений у Сєвську 11 листопада 1687 р.
Родичі й прибічники Самойловича, за невеликими винятками, були позбавлені урядів. Величезне майно Самойловичів було конфісковане московським урядом.